# آلفرد استیونس

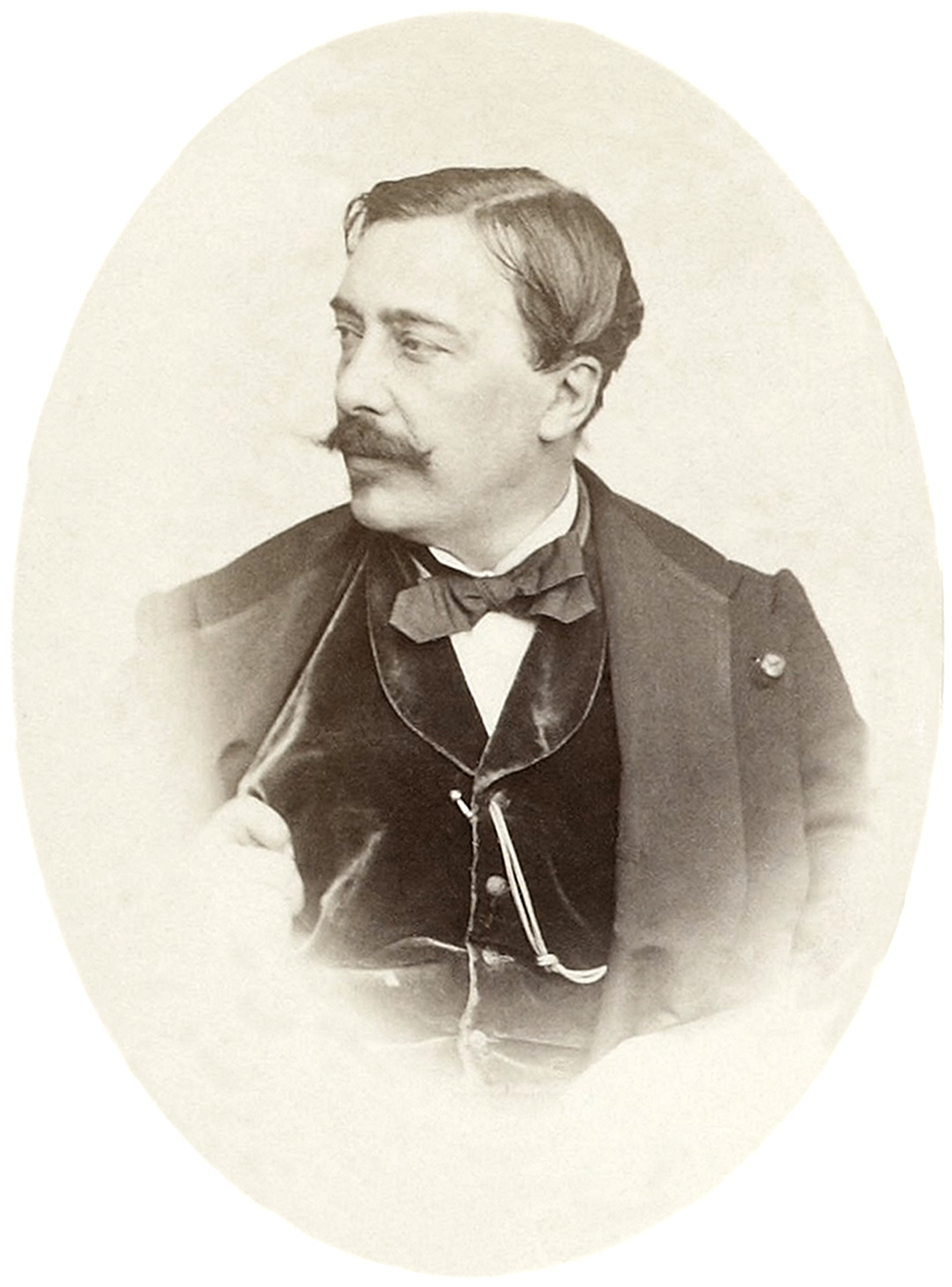
پُرتره‌ای از آلفرد استیونس

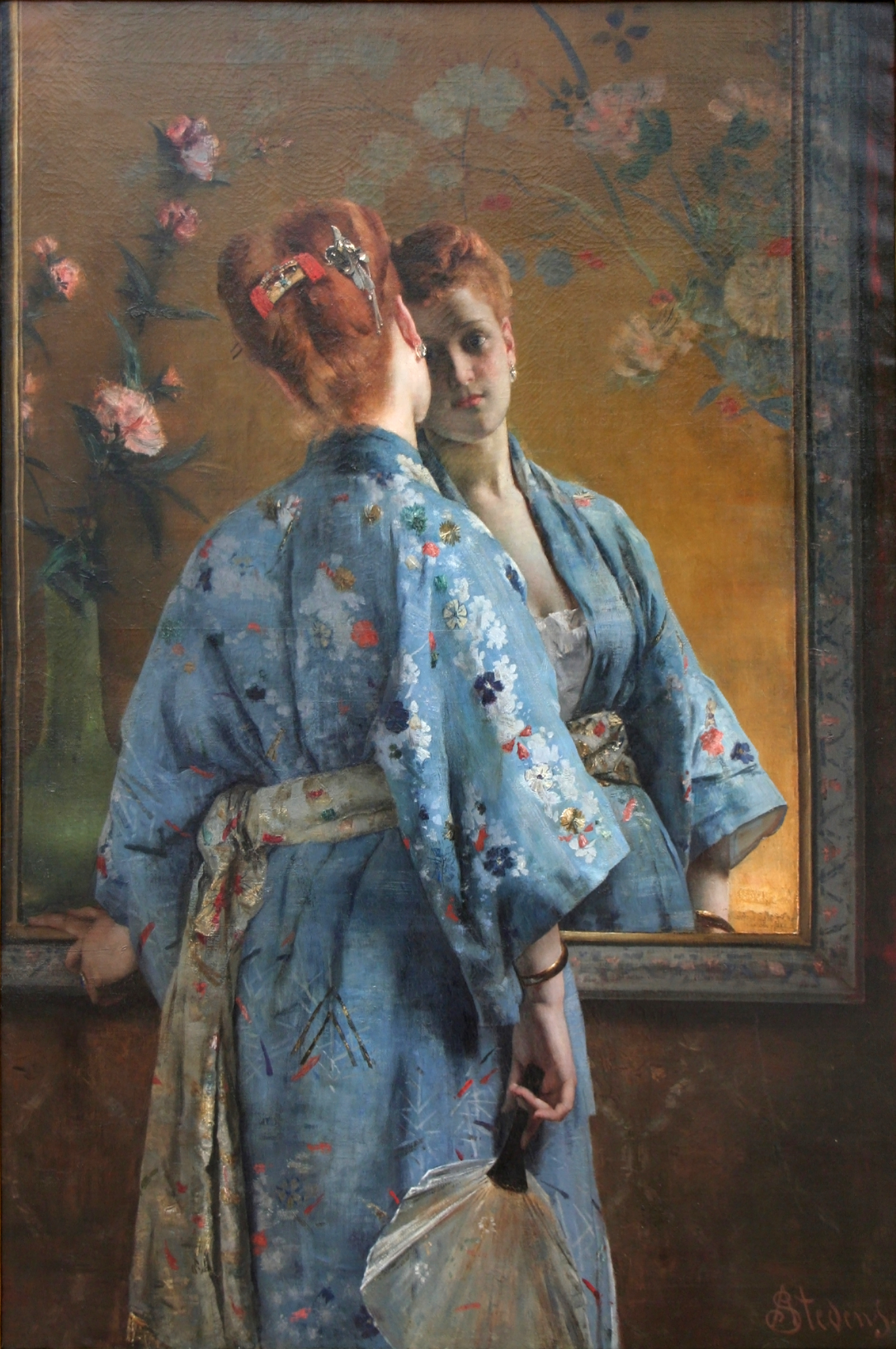
دختر پاریسی با کیمونو ۱۸۷۲ م. موزه هنر لیژ

آلفرد استیونس (به بلژیکی: Alfred Stevens) نقاش بلژیکی در سده ۱۹ میلادی است. او بیشتر برای پُرتره‌هایش از زنان طبقهٔ مرفه شناخته می‌شود.

## نگارخانه

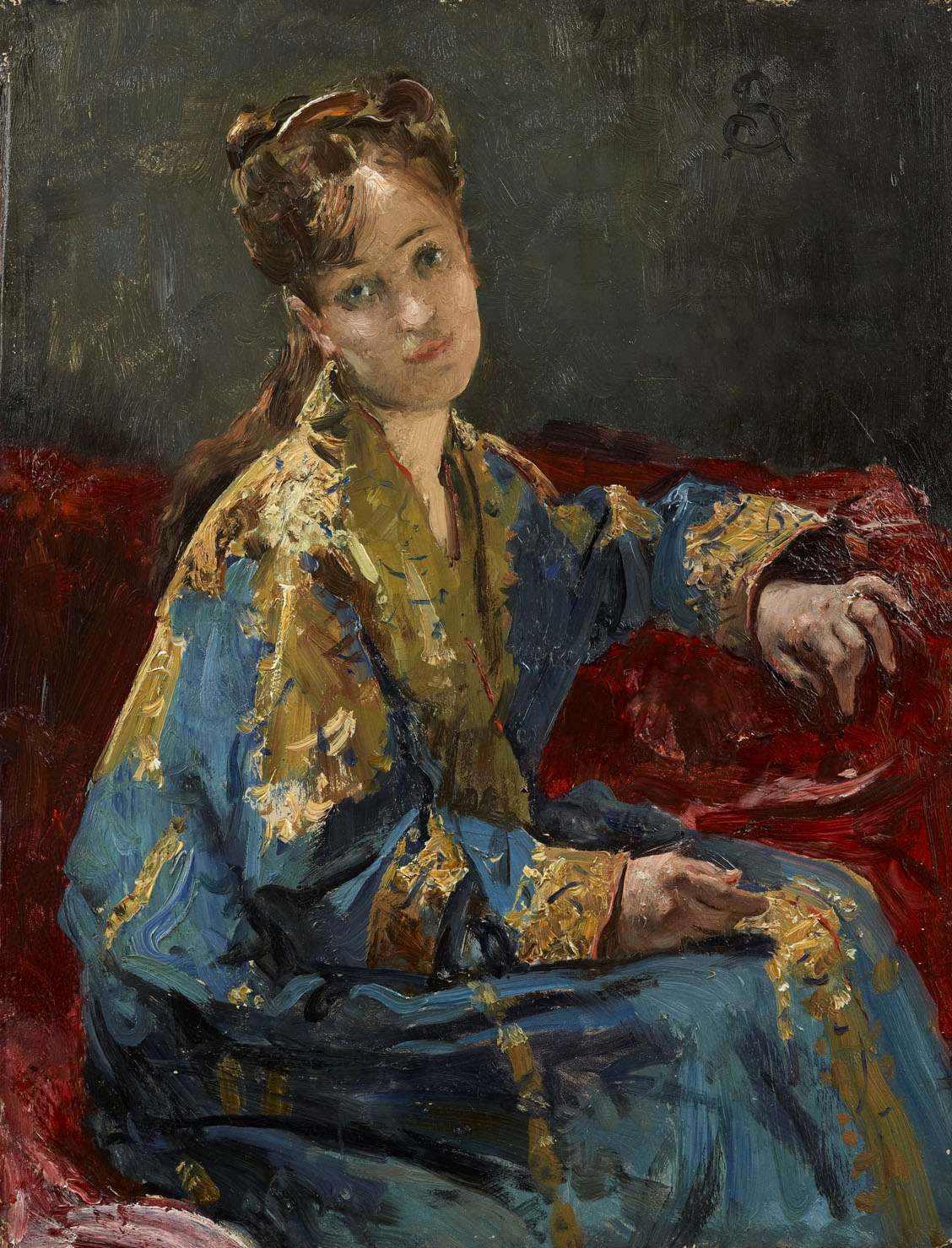
دختری با کیمونو ۱۸۷۲ م. مجموعهٔ خصوصی
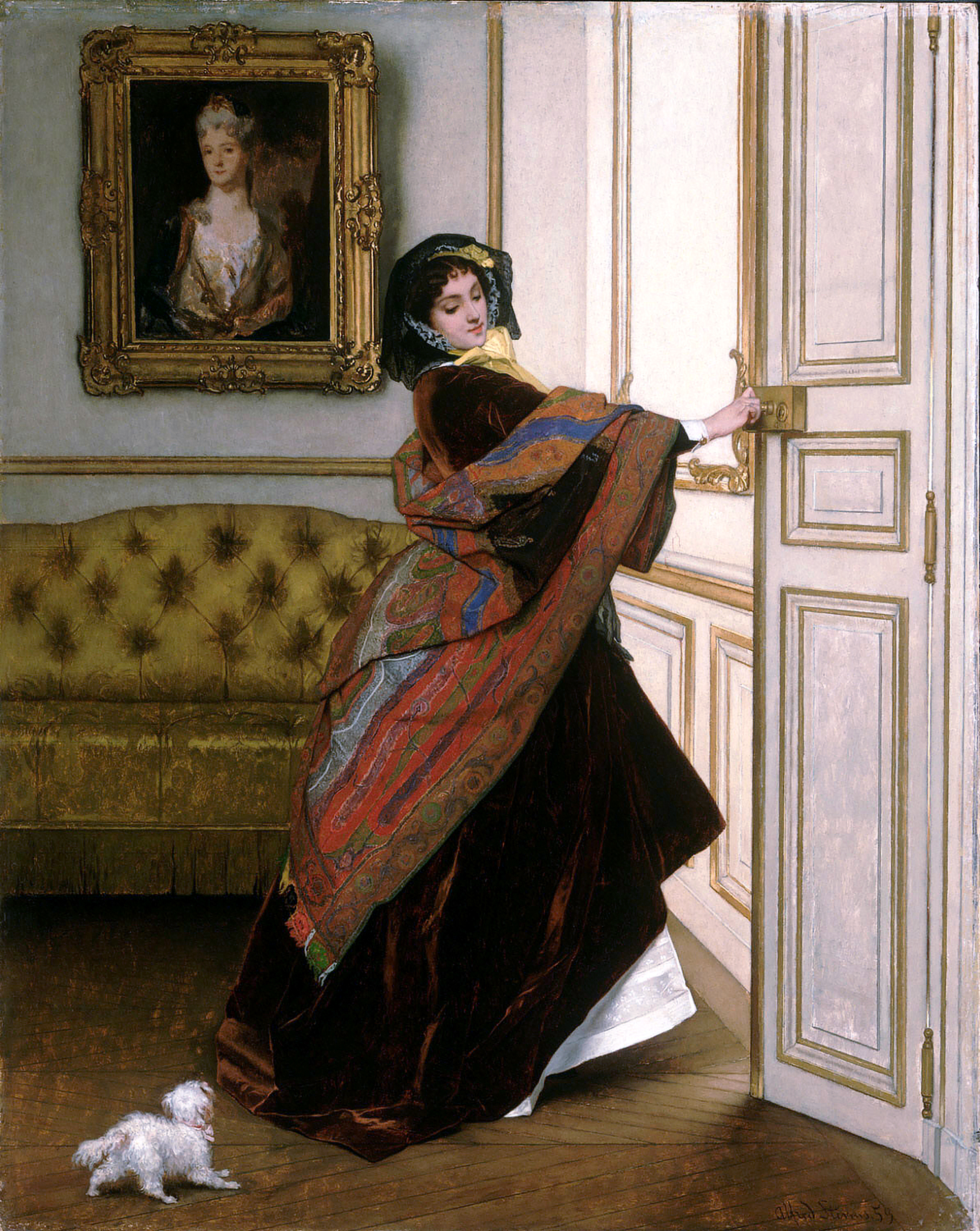
فیدو با من بیرون میای؟ ۱۸۵۹ م. موزه هنر فیلادلفیا
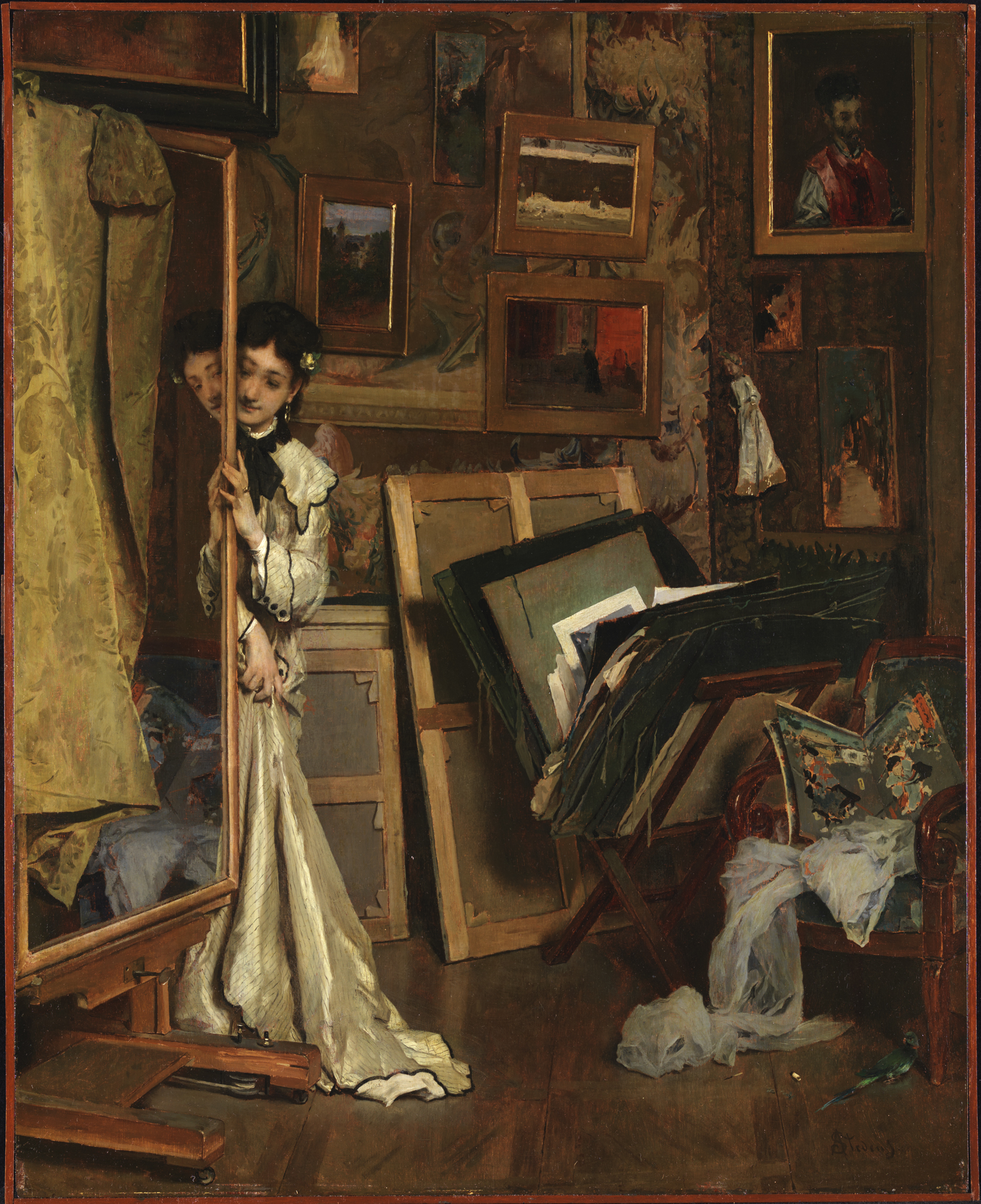
آتلیهٔ من ۱۸۷۱ م. موزه هنر دانشگاه پرینستون
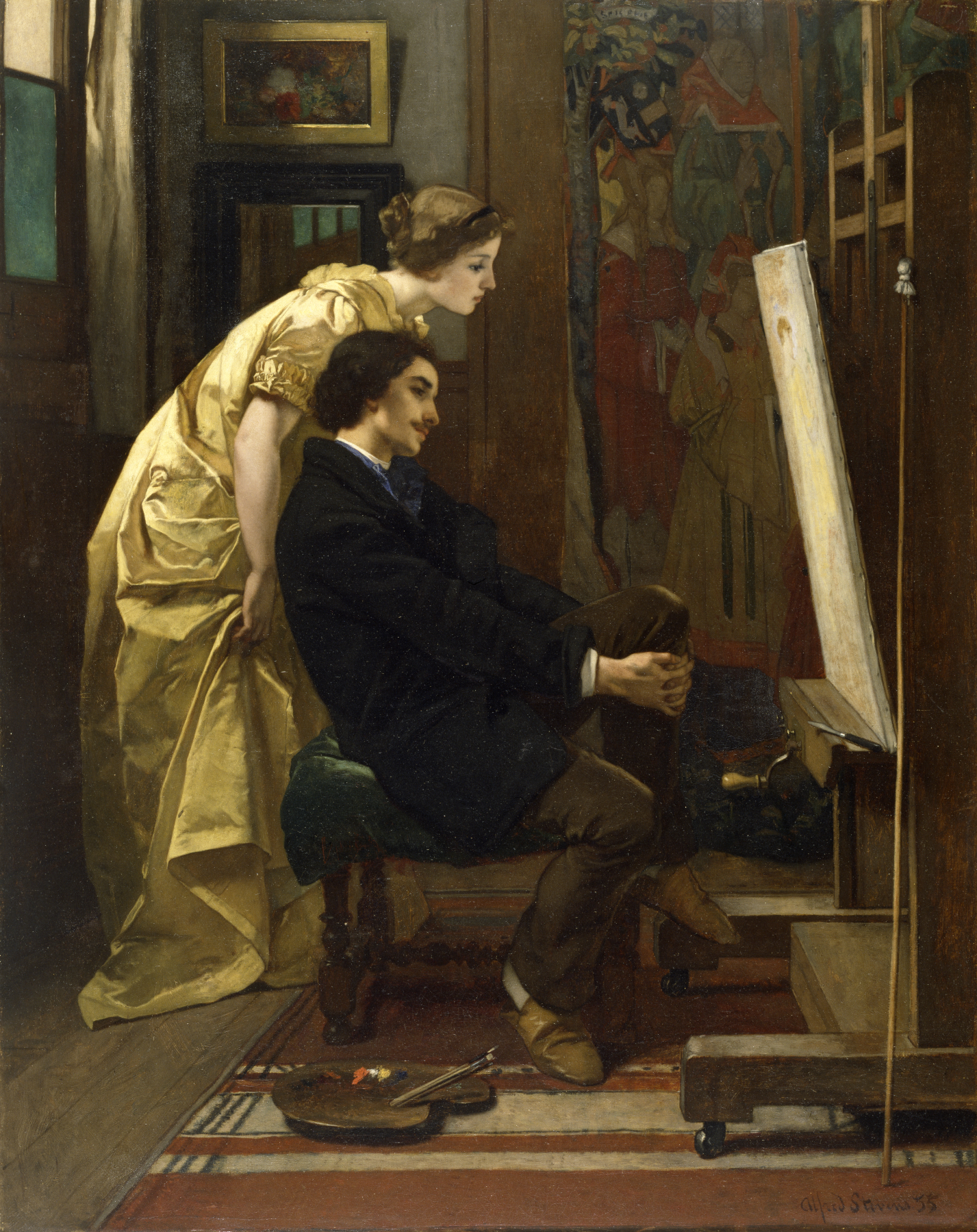
نقاش و مُدل‌اش
۱۸۵۵ م.
موزه هنر والترز